# طواف فلاندرز 1977
طواف فلاندرز 1977 هو سباق دراجات هوائية أقيم بتاريخ 3 أبريل 1977، تكون السباق من 1 مراحل وامتدّ لمسافة 260 كم بسرعة 39.207 كم/س، استغرق السباق 6 ساعة 44 دقيقة 00 ثانية. فاز به البلجيكي روجر دي فلايمينك.

## الترتيب
| م                     | الدرّاج           | البلد  | الزمن                    |
| --------------------- | ---------------- | ------ | ------------------------ |
| الفائز بالترتيب العام | روجر دي فلايمينك | بلجيكا | 6 ساعة 44 دقيقة 00 ثانية |